# 实际生活体验
实际生活体验（英語：real-life experience，縮寫RLE），有时也稱作实际生活测试（real-life test，RLT），是让跨性別者全天候地按照其所偏好之性别角色来生活的一段时间（过程）。RLE之目的在于明确跨性别人士可以成功地以其声称之性别在社会中生活，并且确认其是否确定想要按照其声称之性别度过余生。某些內科醫師开出性别肯定激素治疗（GAHT）处方之前，以及绝大部分外科醫師实施性别肯定手術之前，都会要求先进行一段有记录的RLE。  

## 标准

### 健康照护准则（SOC）
世界跨性别健康专业协会（WPATH）于2001年出版的第六版照护准则（SOC），将 RLE 之事项列出如下：
1. 维持全职或兼职工作
2. 正常上学
3. 正常参与基于社群之义工活动
4. 一至三项之某种组合
5. 取得（法律上）适宜该性别身份的名字
6. 提供文件以证明治疗师之外的人了解到患者能按照其渴望之性别角色生活

2011年出版的 SOC 第七版也是目前最新版本，则更显含混。该版本并没有列出 RLE 的任何事项，而是仅声明跨性别者应当在 RLE 期间连续地按照其偏好之性别角色全天候地生活。该版本同时也声明，呈上变更姓名和/或性别标记的文件可以作为完成 RLE 之证明，而并没有声明变更姓名和/或性别标记是完成 RLE 的必要条件。总之，这些变化也许是 WPATH 试图改变 SOC 备受批判的门槛角色的一个信号。

## 必要性
健康照护标准是大多数专攻照护跨性别者的医师所遵从的，也是临床上最广泛用于对待跨性别人士的现行准则。因此，寻求 GAHT、GRS的人（还包括想完成 RLE 者，如果适用）通常必须符合 SOC 之准则才会被接受。
在 SOC 第七版中，WPATH 对 GAHT 的推荐标准不再要求最短三个月的 RLE；单独一封精神科执业医师的推荐信已经足够了。SOC 声明：“尽管业者可以建议按偏好之性别生活，决定何时、如何开始仍为跨性别者本人之责任。”
第七版 SOC 不要求在乳房切除术/胸部重建以及隆胸前实施 RLE。子宫切除术、输卵管卵巢切除术或睾丸切除术，或者其他手术例如面部女性化手术（FFS）和嗓音女性化手术，都不需要先进行 RLE。然而就生殖器重置手术（GRS）来说，包括阴蒂释出术、阴茎成型术和阴道成型术，一年期连续的RLE是明文要求。
旧版 SOC 声称 GRS 前的 RLE 是一条绝对标准，不可以跳过或者忽略。然而，第七版 SOC 看上去似乎没那么严格，也没有包含任何此类语句。除此之外，WPATH 强调 SOC 只是「辅导标准」，也试图将 SOC 编写得既灵活又可修改以符合患者的情况以及临床医师的偏好和判断。 因此，最新版本的 SOC 似乎允许在特定情况下跳过 RLE 过程。
临床实践的松紧随地区而变。英国NHS要求手术前经过两年RLE，而在泰国、墨西哥等国家，一些医生不要求完成任何的RLE。

## 完成之证明
第七版 SOC 声称医师应当清楚地在病历中记录患者的 RLE 过程，包括准备 GRS 的人按所寻求的性别开始全天候生活的日期。有时外科医师可能会要求 RLE 已经完成的证明。SOC 声明说，如果适用，患者和相关人士（例如，患者的内科医师、治疗师、老板或老师）符合性别认同角色的沟通记录，或者名字和/或性别标记的法律变更文件，可以作为完成 RLE 之证明。

## 批评
虽说几乎所有外科医师都如同 SOC 中所推荐一样，要求 GRS 前为期一年的 RLE，但也不是所有人都支持这一点。就像对之前要求 GAHT 之前要进行三个月的 RLE 一样，一些跨性别者表达了对 GRS 前 RLE 的不满，并声明这是不需要的。支持这些观点的内科医师兼性学家 Anne Lawrence 在第17届 Harry Benjamin 国际研讨会上做了一个论文口头报告，声称没有什么科学依据能证明一年期的 RLE 是 GRS 后取得有利后果的充分或必要条件。此外，她还展示了她的一项针对部分跨性别女性的研究结果，其中表明，未先经过 RLE 也可以接受 GRS 而不后悔。她总结道，她的研究结果不支持将 SOC 要求的一年期 RLE 作为 GRS 的绝对标准。
支持在 GRS 前不必先进行一年期 RLE 这个观点的还有总体上来说术后跨性别群体中很少后悔以及自杀的事实。Lawrence 所做的另一项研究显示，在 232 名术后跨性别女性中，没有一个彻底懊悔，也只有几个会偶尔后悔。此外，一篇2002年的文献综述报告说，术后跨性别者中只有 1% 后悔，而自杀率也只比 1% 稍高；相比之下，总人口的自杀率也仅为 1% 左右，而跨性别人群整体的尝试自杀率大约在41%。
大赦国际在2017年批评说，强调RLE是对老旧性别角色的推动，违反了消除對婦女一切形式歧視公約。.